# Електра Luxx
«Електра Luxx» (англ. Elektra Luxx) — американська комедія 2010 року режисера Себастьяна Гутьєрреса з Карлою Гуджино у головній ролі. Є сиквелом фільму «Жінки в біді» 2009 року.

## Зміст
Порнозірка Електра Люкс (Карла Гуджино), дізнавшись про те, що вагітна, вирішує покинути порноіндустрію і відкриває курси сексуальної освіти для домогосподарок. Після чергового заняття до Електри приходить Кора (Марлі Шелтон), яка говорить, що колишній коханець Електри, музикант Нік Чапел, помер з її вини, і вони мусять серйозно поговорити. Погодившись випити в барі, Електра дізнається, що Кора була стюардесою в літаку, в якому летів Чапел, і зниклу валізку з неопублікованими текстами його пісень вона вкрала під час польоту. Вона вирішила віддати тексти Електрі, оскільки всі пісні були про неї. За це Кора просить Електру спокусити її нареченого, щоб той не пішов від неї, дізнавшись про її зраду.
Електра відвозить нетверезу Кору додому і, йдучи з її квартири, зустрічає чоловіка. Вирішивши, що це наречений Кори, вона спокушає його, але Кора, заставши їх, говорить, що це не її наречений. Насправді в квартиру Кори проник приватний детектив Дел (Тімоті Оліфант), який шукав загублені тексти пісень Чапел. Забравши пісні, Дел таки віддає Електрі один текст, оскільки ніхто не знав про кількість текстів у валізі.
Тим часом порноакторки Голлі (Едріанн Палікі) і Бембі (Еммануель Шрікі), що вирушили на канікули в Мексику, знаходять багатих чоловіків, які хочуть сексу. Голлі це не подобається, тому що вона проти «роботи» під час відпочинку, але Бембі каже, що їм потрібні гроші, а заробити їх таким способом буде найлегше.
Секс-блогер Берт Родрігес (Джозеф Гордон-Левітт) веде в блог, присвячений порно. Його сестра знімає відверте відео з собою і потайки викладає його на сайт Берта, щоб привернути увагу читачів. Подруга Берта Тріксі (Малін Акерман) працює аптекаркою, але хоче прославитися як модель і приносить йому фото, зняті для його блогу.
Несподівано до Електри приходить відвідувачка її курсів, міс Тернер (Кетлін Квінлан), і розповідає, що вона - Ребекка Лінбрук, відома письменниця еротичних книг. Запропонувавши солідний гонорар, вона говорить Електрі, що хоче написати книгу про її життя.

## У ролях
| Актор                | Роль                                          |
| -------------------- | --------------------------------------------- |
| Карла Гуджино        | Електра Люкс / Селія сестра-близнючка Електри |
| Джозеф Гордон-Левітт | Берт Родрігес секс-блогер                     |
| Марлі Шелтон         | Кора стюардеса                                |
| Едріанн Палікі       | Голлі Рокет                                   |
| Еммануель Шрікі      | Бембі Ліндберг                                |
| Тімоті Оліфант       | Деллвуд «Дел» Баттерворт                      |
| Емі Рософф           | Олів Родрігес сестра Берта                    |
| Вінсент Картайзер    | Джиммі сусід Електри                          |
| Емма Белл            | Елеанор дівчина Джиммі                        |
| Джастін Кьорк        | Бенджамін наречений Кори                      |
| Джуліанна Мур        | Діва Марія                                    |
| Малін Акерман        | Тріксі подруга Берта                          |
| Трейсі Дінвідді      | Мейделін дівчина в туалеті                    |
| Ізабелла Гутьєррес   | Шарлотт                                       |
| Кетлін Квінлан       | місс Тернерка / Ребекка Лінбрук письменниця   |
| Люсі Панч            | Долорес письменниця курсів                    |
| Майкл Копон          | Ламберто коханець Ребекки                     |
| Джош Бролін          | Нік Чапел рок-музикант                        |
| Кристін Лакін        | Солодка Венера                                |
| Мелісса Ордвей       | Сабріна Капрі                                 |
| Ріа Килстедт         | Рита                                          |

## Сиквел
У планах Себастьяна Гутьєрреса зняти третю частину під робочою назвою «Жінки в екстазі» (англ. Women in Ecstasy), в якому візьмуть участь Карла Гуджино, Едріанн Палікі, Еммануель Шрікі, Джозеф Гордон-Левітт, а також кілька акторів з першого фільму «Жінки в біді».